# Universidad Internacional de Casablanca
La Universidad Internacional de Casablanca (Université Internationale de Casablanca, UIC) es una universidad marroquí reconocida por el Estado y ubicada en Casablanca.

## Historia
Creada en septiembre de 2010, la Universidad Internacional de Casablanca cuenta 5 facultades para más de 30 títulos y diplomaturas. Las clases empezaron en el curso 2014-2015, en un nuevo campus de 10 hectáreas próximo a Casablanca. 

## Enseñanza e investigación
La universidad está enfocada a una formación técnica y profesional en 4 áreas de conocimiento: Ciencias de la Salud, Ingeniería, Comercio y Gestión empresarial y Derecho. Los másteres profesionales están concebidos igualmente para la formación de aquellos que quieran profundizar y actualizar su formación en una materia específica, sin abandonar su trabajo.

## Enlaces relacionados
Sociedad marroco-emiratí de desarrollo